# Gimbap
Gimbap is een populaire Koreaanse snack bestaande uit gekookte rijst gerold in vellen zeewier met verschillende andere ingrediënten als binnenste vulling. Er bestaan veel variaties aan vullingen, met bulgogi, spinazie, omelet, komkommer, wortels, en danmuji (ingelegde radijs) als meest voorkomende. Tegenwoordig worden gimbap rollen met gebakken tonijn, imitatie-krab, kimchi en kaas in Zuid-Korea ook veel gegeten. Gimbap wordt vaak gegeten tijdens picknicks of andere gelegenheden die buiten plaatsvinden. Het wordt meestal koud gegeten en als extra smaakmaker kan sojasaus gebruikt worden. Het woord gimbap is een samenstelling van de Koreaanse woorden gim en bap, die respectievelijk staan voor de gedroogde zeewier en de gekookte rijst.

## Rijst
De in gimbap gebruikte rijst is rijst met een korte korrel en een hoog gehalte aan amylopectine, een stof die ervoor zorgt dat de rijst na het koken kleverig wordt, zodat de gimbap dus niet uit elkaar valt. De laatste jaren gebruikt men in Zuid-Korea echter ook wel zilvervliesrijst, aangezien deze meer voedingsstoffen bevat. Als dressing over de rijst wordt een mix van zout en sesamolie gebruikt, hoewel in de provincies Chungcheongnam en Jeollabuk ook wel perilla-olie gebruikt wordt in plaats van sesamolie. Deze toebereide rijst is het basisingrediënt van gimbap en komt ook in elke variant terug.

## Zeewier
De vellen gim waarin de rijst en vullingen gerold worden komen van de purperwier, die gemalen, gedroogd en dan met sesamolie geroosterd wordt. Gim is in principe hetzelfde als de Japanse nori met het verschil dat de velletjes iets dunner zijn en dat bij het roosteren olie wordt gebruikt. Er bestaan echter ook varianten die zonder olie geroosterd of zelfs helemaal niet geroosterd zijn.

## Varianten
Enkele veel gegeten gimbap varianten zijn:
- Samgak gimbap (삼각김밥), waarbij de gimbap in de vorm van een driehoek komt
- Chungmu gimbap (충무김밥), waar behalve rijst geen andere vulling aanwezig is
- Chamchi gimbap (참치김밥), met gebakken tonijn, sesam en mayonaise

## Vergelijking met sushi
Uiterlijk vertoont gimbap veel overeenkomsten met de Japanse sushi maki, een gerecht dat door de Japanners geïntroduceerd werd tijdens de Japanse bezetting van Korea die van 1910 tot 1945 duurde. Hoewel gimbap op Japanse maki sushi gebaseerd is, zijn er toch een aantal belangrijke verschillen. Zo is de dressing voor de rijst anders, zijn de vellen zeewier niet op dezelfde wijze toebereid en waar de vullingen bij sushi vaak bestaan uit vis en andere zeevruchten ligt bij gimbap de nadruk op vlees en groenten.

## Franchise
In Zuid-Korea bestaan verschillende fastfoodketens die zich allemaal hebben toegelegd op het serveren van gimbap, instant-klaar noedels en diverse andere kleine gerechten. De prijs van gimbap is er laag en wordt vooral gebruikt om klanten naar binnen te lokken. De ketens hebben tot de verbeelding sprekende namen als Gimbap Nara (김밥 나라, Gimbap land) en Gimbap CheonGuk (김밥 천국, Gimbap Hemel).